# Арванитис, Йоргос
Йоргос Арванитис (англ. Giorgos Arvanitis, также Yorgos Arvanitis, 22 февраля 1941, Дилофо, Греция) – греческий кинооператор.

## Биография
В 1960-1980-х годах – крупная фигура в кинопроизводстве Греции. Был главным оператором во многих фильмах Тео Ангелопулоса. В 1989 вместе с семьей переехал во Францию.

## Избранная фильмография
- 1968:  Радиопередача/ Εκπομπή (Тео Ангелопулос, короткометражный)
- 1972: Дни 36 года/ Μερες του '36 (Тео Ангелопулос)
- 1975: Комедианты/ Ο Θίασος (Тео Ангелопулос)
- 1975: Сын эмира скончался/ Le fils d'Amr est mort (Жан-Жак Андрие)
- 1975: Ифигения (Михалис Какояннис)
- 1975: Штурм Агатона/ Assault on Agathon (Ласло Бенедек)
- 1976: Страстная мечта/ A Dream of Passion (Жюль Дассен)
- 1977:  Охотники/ Οι Κυνηγοί (Тео Ангелопулос)
- 1980:  Александр Великий/  Μεγαλέξανδρος (Тео Ангелопулос)
- 1981: Одна деревня, один житель/ Χωριό ένα, κάτοικος ένας (Тео Ангелопулос, телевизионный фильм)
- 1984: Путешествие на Киферу/ Ταξίδι στα Κύθηρα (Тео Ангелопулос)
- 1986: Пчеловод/ Ο Μελισσοκόμος (Тео Ангелопулос)
- 1988: Пейзаж в тумане/ Τοπίο στην ομίχλη (Тео Ангелопулос, номинация на Европейскую кинопремию)
- 1989: Австралия/ Australia (Жан-Жак Андрие, Золотая озелла за лучшую операторскую работу на Венецианском МКФ)
- 1991: Homo Faber (Фолькер Шлёндорф)
- 1991: Прерванный шаг аиста/ Το Μετέωρο βήμα του πελαργού  (Тео Ангелопулос)
- 1992:  Я думаю о вас/Je pense à vous (братья Дарденн)
- 1992: Голоцен/ Holozän (Хайнц Бютлер, Манфред Айхер)
- 1993: Сон бабочки/ Il sogno della farfalla (Марко Белоккьо, премия за лучшую операторскую работу на КФ в Грамаду)
- 1995: Взгляд Улисса/ Το Βλέμμα του Οδυσσέα (Тео Ангелопулос, номинация на Золотую лягушку МКФ операторов в Лодзи)
- 1995: Чужая Америка/ Someone Else's America (Горан Паскалевич)
- 1995:  Полное затмение/ Total Eclipse (Агнешка Холланд)
- 1995: Нитрат серебра/ Nitrato d'argento (Марко Феррери)
- 1997: Faraw! (Абдулайе Аскофаре, премия на КФ франкоязычного кино в Намюре)
- 1998: Поезд жизни/Train de vie  (Раду Михайляну)
- 1998: Вечность и один день / Μια αιωνιότητα και μια μέρα (Тео Ангелопулос, Золотая пальмовая ветвь на Каннском фестивале)
- 1999: Романс X/ Romance (Катрин Брейя)
- 2000: Liberté-Oléron (Брюно Полидалес)
- 2001: За мою сестру!/ À ma soeur! (Катрин Брейя)
- 2001: Голубой остров/ L'île bleue (Надин Трентиньян, телевизионный)
- 2001: Kedma (Амос Гитай)
- 2002: Анатомия ада/ Anatomie de l'enfer (Катрин Брейя)
- 2003: Процесс/ Process (Кристиан Ли)
- 2004: Новобрачные/ Νύφες (Пантелис Вульгарис, премия КФ в Фессалониках)
- 2006: Старая любовница/ Une vieille maîtresse (Катрин Брейя)
- 2008: Дороти/ Dorothy (Аньес Мерле)
- 2008: Американская вдова/ American Widow (Кристиан Ли)
- 2010: Жигола (Лора Шарпантье)

## Признание
Номинант и лауреат ряда крупных премий.